# Pfarrkirche Mayrhofen

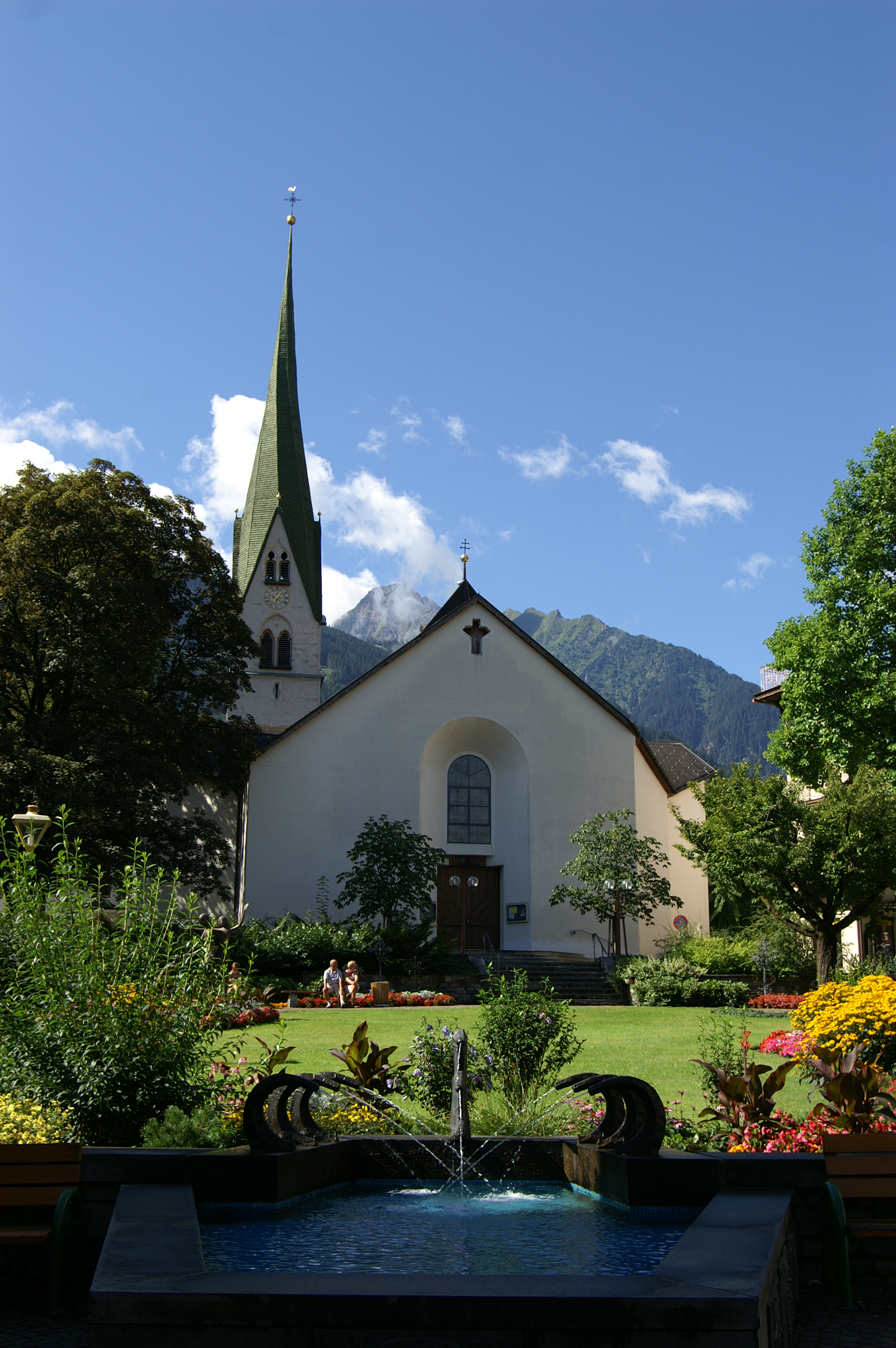
Kath. Pfarrkirche Unserer Lieben Frau in Mayrhofen

Die römisch-katholische Pfarrkirche Mayrhofen steht in einem Friedhof im Norden der Gemeinde Mayrhofen im Bezirk Schwaz in Tirol. Sie ist „Unserer Lieben Frau“ geweiht und gehört zum Dekanat Zell am Ziller in der Erzdiözese Salzburg. Die Kirche steht unter Denkmalschutz (Listeneintrag).

## Geschichte
Die Kirche geht wohl auf das 14. Jahrhundert zurück. Nach einem Brand wurde das Gebäude unter Leitung des Baumeisters der Hagauer Bauhütte Lienhart Plutaur zwischen 1500 und 1511 neu errichtet. In einer Urkunde des Jahres 1544 wird sie als „gotzhaus unserer lieben Frauen zw Mairhoff“ bezeichnet. Der gotische Chor wurde 1511 geweiht. Zwischen 1589 und 1590 brannte die Kirche erneut ab. 1664 wurde sie zum Vikariat erhoben. Damit wurde sie von Zell am Ziller unabhängiger und ersparte den Gläubigen den langen Weg dorthin. 1740/41 wurde das Langhaus abgerissen und durch einen barocken Bau des Hippacher Baumeisters Hans Holzmeister ersetzt. Die bedeutendsten Gemälde aus dieser Zeit sind die 14 Bilder des Kreuzweges, die Joseph Michael Schmutzer um 1743 schuf. Der Hochaltar ist ein Viersäulenlaltar des gleichfalls aus Tirol stammenden Veit Steiner. Die Madonna mit dem Kind entstand um 1840 durch Josef Arnold d. Ä.
Erst 1858 wurde sie zur Pfarrkirche erhoben. In den Jahren 1968 und 1969 wurde die Pfarrkirche abgerissen und nach Plänen von Clemens Holzmeister als achteckiger Zentralbau neu gebaut. 2011 bis 2012 erfolgte ein abermaliger Umbau.

## Kirchenbau
Kirchenäußeres

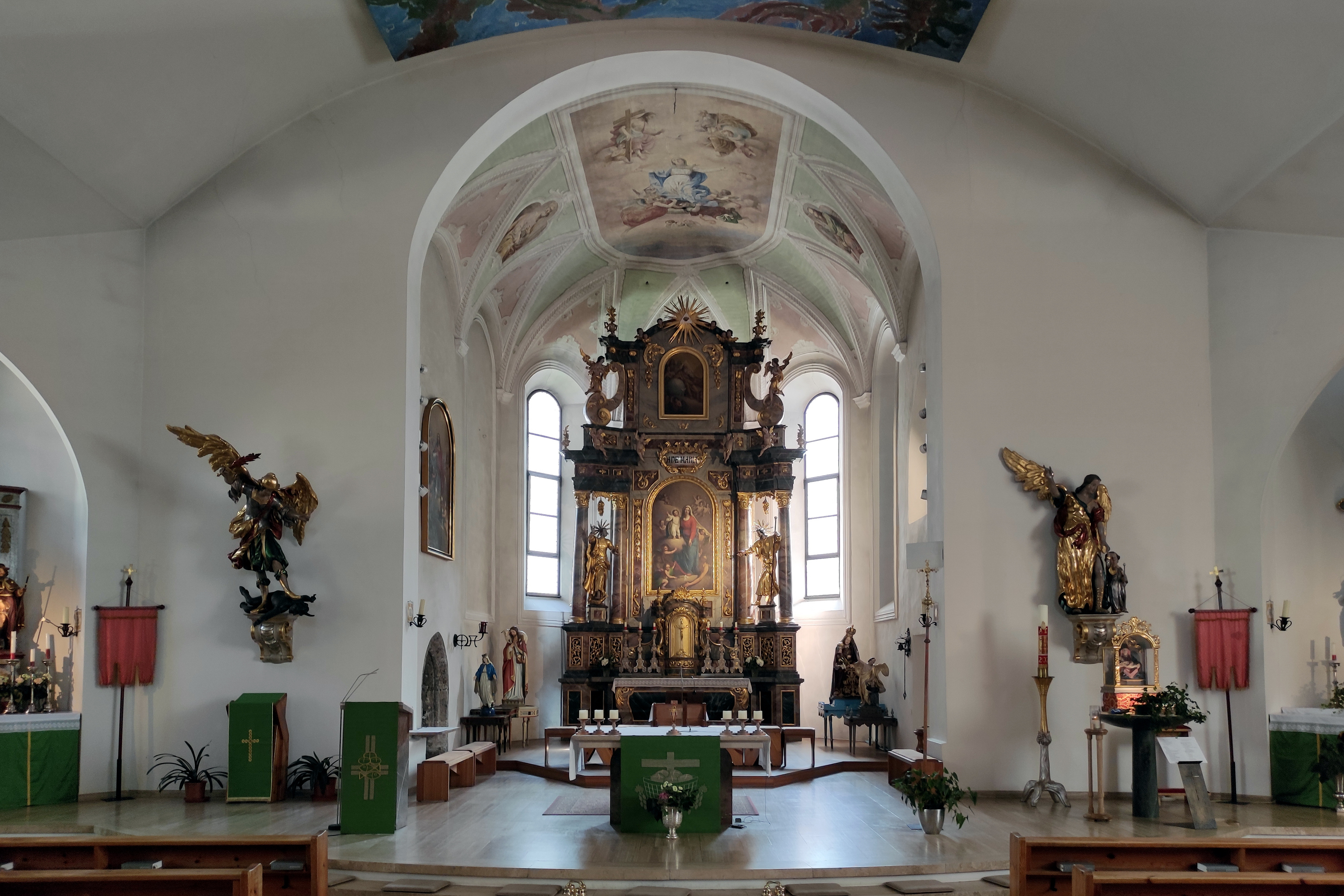
Pfarrkirche Mariä Himmelfahrt: Innenraum

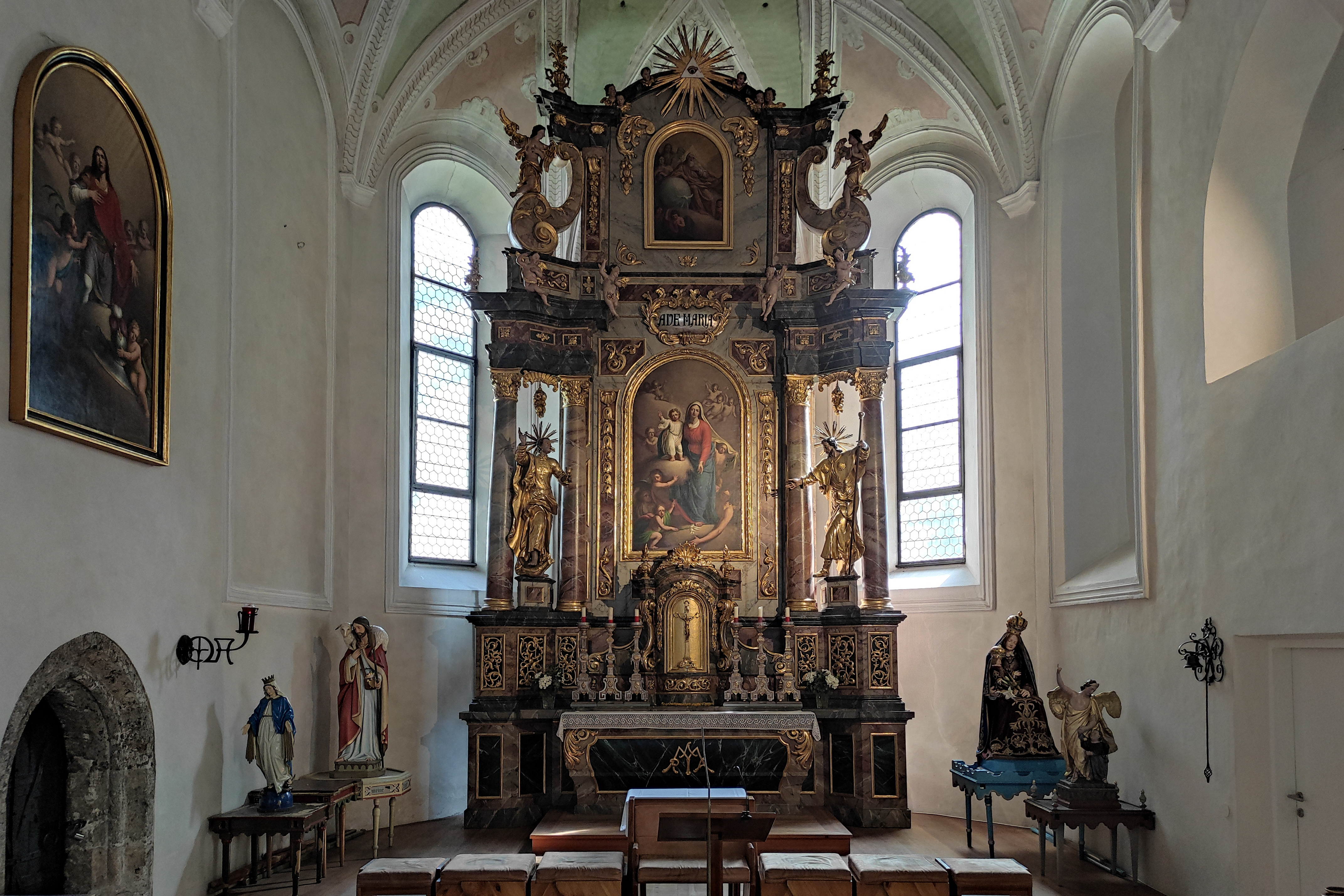
Pfarrkirche Mariä Himmelfahrt: Hochaltar

Die Kirche besteht aus einem achteckigen Zentralraum und einem gotischen Chor mit 5/8-Schluss. Nördlich des Chores steht ein Kirchturm mit Spitzhelm und Gratgewölbe mit rundem Schlussstein im Erdgeschoß.
Kircheninneres
Über dem Langhaus ist eine Holzdecke mit einem Bild der Rose von Jericho. Es stammt vom Maler Max Weiler aus dem Jahr 1971. Von der Barockisierung ist noch ein Fresko der „Krönung Mariens“ von 1745 im Chor erhalten.

## Ausstattung
Der Hochaltar entstand um 1750. Das Oberbild zeigt Gottvater. Auf dem Altar sind außerdem Figuren der Gottesmutter mit Kind von 1680, des heiligen Johannes des Evangelisten und des heiligen Jakobus zu sehen. Außerdem gibt es noch Figuren des heiligen Michael und von Schutzengeln zu sehen. Diese stammen aus der ersten Hälfte des 18. Jahrhunderts. Der Kreuzweg von Josef Michael Schmutzer wurde 1743 gefertigt. Die Bilder der zwölf Apostel an der Empore wurden 1750 gemalt.

## Orgel
Die Orgel stammt von der Firma Eberhard Friedrich Walcker aus dem Jahr 1977.